# Nosferattus
Nosferattus is een geslacht van spinnen uit de familie springspinnen (Salticidae).

## Soorten
De volgende soorten zijn bij het geslacht ingedeeld:
- Nosferattus aegis Ruiz & Brescovit, 2005
- Nosferattus ciliatus Ruiz & Brescovit, 2005
- Nosferattus discus Ruiz & Brescovit, 2005
- Nosferattus occultus Ruiz & Brescovit, 2005
- Nosferattus palmatus Ruiz & Brescovit, 2005